# Port lotniczy Ghanzi
Port lotniczy Ghanzi – międzynarodowy port lotniczy położony w mieście Ghanzi, w Botswanie.